# Зек Гемпел
Зекері Бен Гемпел (нар. 14 вересня 1977 в Нью-Йорку) є бейсбольним колекціонером. Відомий тим, що назбирав понад 11,000 м'ячів, відвідуючи ігри вищої бейсбольної ліги. Серед них, зокрема, трьохтисячний м'яч Алекса Родрігеса. Його батько, Сту Гемпел, був письменником.